# Eleições gerais no Paraguai em 1993
As eleições gerais paraguaias de 1993 foram realizadas após a saída do ditador Andrés Rodríguez, que havia dado um golpe de Estado em 1989 e foram as primeiras a serem realizadas democraticamente desde a independência do país, em 1811. Neste pleito foi eleito Juan Carlos Wasmosy, do Partido Colorado, que ficou no poder até 1998, quando foi realizada a segunda eleição geral do país.